# Mała Słońca
Mała Słońca is een plaats in het Poolse district  Tczewski, woiwodschap Pommeren. De plaats maakt deel uit van de gemeente Subkowy en telt 274 inwoners.